# Jo Helen White
Jo Helen White, coniugata Cabbell (Quail, 16 novembre 1934 – 15 dicembre 2021), è stata una cestista e allenatrice di pallacanestro statunitense.

## Carriera
Con gli Stati Uniti ha disputato i Giochi panamericani di Città del Messico 1955, vincendo la medaglia d'oro.
È stata introdotta nella Texas Panhandle Sports Hall of Fame.